# Єлизавета Йоркська, герцогиня Саффолкська
Єлизавета Йоркська, герцогиня Саффолкська, також відома як Єлизавета Плантагенет (Elizabeth of York, Duchess of Suffolk; 22 квітня 1444 — прибл. 1503) — шоста дитина і третя дочка Річарда Плантагенета, 3-го герцога Йоркського (правнука короля Едуарда III) і Сесілії Невілл. Таким чином, вона була сестрою королів Едуарда IV і Річарда III.

## Шлюб
Приблизно до лютого 1458 року Єлизавета вийшла заміж за Джона де ла Поля. Джон був старшим сином Вільяма де ла Поула, 1-го герцога Саффолка, і Еліс Чосер. Його бабусею і дідусем по материнській лінії були Томас Чосер і Мод Бергерш.
Її свекор був головною силою, що стояла за троном англійського короля Генріха VI Короля Англії. Три роки його перебування на цій посаді призвели до майже повної втрати англійських володінь на півночі Франції наприкінці Столітньої війни. Саффолк не зміг уникнути відповідальності за невдачу. Він був ув'язнений у лондонському Тауері і відрікся від влади. Отже, Джон не успадкував своїх титулів, коли його батька стратили 2 травня 1450 року.
Її старший брат Едуард IV Король Англії в 1463 році повернув своєму шурину титул герцога Саффолка. Єлизавета залишалася герцогинею Саффолк до його смерті в 1491/1492 роках. Вони оселилися у Вінгфілді, Саффолк.
Єлизавета пережила чоловіка майже на десятиліття. Востаннє вона згадується живою в січні 1503 року. Засвідується, що Єлизавета померла в травні 1504 року. Вона похована в церкві в Вінгфілді, Суффолк.

## Діти
З Саффолком у неї були такі діти:
- Джон де ла Поул, 1-й граф Лінкольн (бл. 1462 — 16 червня 1487). Був призначений спадкоємцем свого дядька по матері Річарда III. Був одружений з леді Маргарет ФіцАлан і мав сина Едварда де ла Поула, який помер молодим. Підняв повстання проти Генріха VII і загинув у битві при Сток-Філді.
- Жоффруа де ла Поль (нар. 1464). Став священником.
- Едуард де ла Поль (1466—1485). Архідиякон Річмондський.
- Елізабет де ла Поль (бл. 1468—1489). Одружена з Генрі Лавелом, 8-м бароном Морлі (1466—1489), без нащадків.
- Едмунд де ла Поль, 3-й герцог Саффолк (1471 — 30 квітня 1513). Йоркський претендент на спадок свого брата Джона. Обезголовлений за наказом Генріха VIII.[7]
- Дороті де ла Поль (нар. 1472). Помер молодим.
- Гемфрі де ла Поль (1474—1513). Став священником.
- Анна де ля Поль (1476—1501). Сьома настоятелька абатства Сіон.[8]
- Катерина де ла Поль (бл. 1477—1513). Одружена з Вільямом Стоуртоном, 5-м бароном Стоуртоном, без нащадків.
- Сер Вільям де ла Поул, лицар замку Вінгфілд (1478—1539). Вільяма тримали у лондонському Тауері, датою його смерті зазвичай вважають кінець 1539 року, жовтень або листопад. Одружений на Кетрін Стоуртон, без нащадків.
- Річард де ла Поль (1480 — 24 лютого 1525). Йоркський претендент на наступника Едмунда. Загинув у битві при Павії.

## Походження
| Едмунд Ленґлі, 1й Герцог Йоркський | Едмунд Ленґлі, 1й Герцог Йоркський | Едмунд Ленґлі, 1й Герцог Йоркський | Едмунд Ленґлі, 1й Герцог Йоркський | Едмунд Ленґлі, 1й Герцог Йоркський | Едмунд Ленґлі, 1й Герцог Йоркський |                                    |                                    | Ізабела Кастильська                | Ізабела Кастильська                | Ізабела Кастильська | Ізабела Кастильська | Ізабела Кастильська                     | Ізабела Кастильська                     |                                         |                                         | Роджер Мортімер, 4й Граф Марч           | Роджер Мортімер, 4й Граф Марч           | Роджер Мортімер, 4й Граф Марч | Роджер Мортімер, 4й Граф Марч | Роджер Мортімер, 4й Граф Марч | Роджер Мортімер, 4й Граф Марч |               |               | Елеонора Голланд | Елеонора Голланд | Елеонора Голланд | Елеонора Голланд | Елеонора Голланд                          | Елеонора Голланд |  |  | Джон Невіл | Джон Невіл | Джон Невіл | Джон Невіл | Джон Невіл                       | Джон Невіл                       |                                  |                                  | Мод Персі                        | Мод Персі                        | Мод Персі | Мод Персі | Мод Персі      | Мод Персі      |                |                | Джон Ґонт, 1й Герцог Ланкастерський | Джон Ґонт, 1й Герцог Ланкастерський | Джон Ґонт, 1й Герцог Ланкастерський | Джон Ґонт, 1й Герцог Ланкастерський | Джон Ґонт, 1й Герцог Ланкастерський | Джон Ґонт, 1й Герцог Ланкастерський |                                    |                                    | Катерина Свінфорд                  | Катерина Свінфорд                  | Катерина Свінфорд | Катерина Свінфорд | Катерина Свінфорд | Катерина Свінфорд |  |  |
| Едмунд Ленґлі, 1й Герцог Йоркський | Едмунд Ленґлі, 1й Герцог Йоркський | Едмунд Ленґлі, 1й Герцог Йоркський | Едмунд Ленґлі, 1й Герцог Йоркський | Едмунд Ленґлі, 1й Герцог Йоркський | Едмунд Ленґлі, 1й Герцог Йоркський |                                    |                                    | Ізабела Кастильська                | Ізабела Кастильська                | Ізабела Кастильська | Ізабела Кастильська | Ізабела Кастильська                     | Ізабела Кастильська                     |                                         |                                         | Роджер Мортімер, 4й Граф Марч           | Роджер Мортімер, 4й Граф Марч           | Роджер Мортімер, 4й Граф Марч | Роджер Мортімер, 4й Граф Марч | Роджер Мортімер, 4й Граф Марч | Роджер Мортімер, 4й Граф Марч |               |               | Елеонора Голланд | Елеонора Голланд | Елеонора Голланд | Елеонора Голланд | Елеонора Голланд                          | Елеонора Голланд |  |  | Джон Невіл | Джон Невіл | Джон Невіл | Джон Невіл | Джон Невіл                       | Джон Невіл                       |                                  |                                  | Мод Персі                        | Мод Персі                        | Мод Персі | Мод Персі | Мод Персі      | Мод Персі      |                |                | Джон Ґонт, 1й Герцог Ланкастерський | Джон Ґонт, 1й Герцог Ланкастерський | Джон Ґонт, 1й Герцог Ланкастерський | Джон Ґонт, 1й Герцог Ланкастерський | Джон Ґонт, 1й Герцог Ланкастерський | Джон Ґонт, 1й Герцог Ланкастерський |                                    |                                    | Катерина Свінфорд                  | Катерина Свінфорд                  | Катерина Свінфорд | Катерина Свінфорд | Катерина Свінфорд | Катерина Свінфорд |  |  |
|                                    |                                    |                                    |                                    |                                    |                                    |                                    |                                    |                                    |                                    |                     |                     |                                         |                                         |                                         |                                         |                                         |                                         |                               |                               |                               |                               |               |               |                  |                  |                  |                  |                                           |                  |  |  |            |            |            |            |                                  |                                  |                                  |                                  |                                  |                                  |           |           |                |                |                |                |                                     |                                     |                                     |                                     |                                     |                                     |                                    |                                    |                                    |                                    |                   |                   |                   |                   |  |  |
|                                    |                                    |                                    |                                    | Річард Конісбург, 3й Граф Кембридж | Річард Конісбург, 3й Граф Кембридж | Річард Конісбург, 3й Граф Кембридж | Річард Конісбург, 3й Граф Кембридж | Річард Конісбург, 3й Граф Кембридж | Річард Конісбург, 3й Граф Кембридж |                     |                     |                                         |                                         |                                         |                                         |                                         |                                         |                               |                               | Анна Мортімер                 | Анна Мортімер                 | Анна Мортімер | Анна Мортімер | Анна Мортімер    | Анна Мортімер    |                  |                  |                                           |                  |  |  |            |            |            |            | Ральф Невіл, 1й Граф Вестморленд | Ральф Невіл, 1й Граф Вестморленд | Ральф Невіл, 1й Граф Вестморленд | Ральф Невіл, 1й Граф Вестморленд | Ральф Невіл, 1й Граф Вестморленд | Ральф Невіл, 1й Граф Вестморленд |           |           |                |                |                |                |                                     |                                     |                                     |                                     | Жанна Б'юфорт, Графиня Вестморленд  | Жанна Б'юфорт, Графиня Вестморленд  | Жанна Б'юфорт, Графиня Вестморленд | Жанна Б'юфорт, Графиня Вестморленд | Жанна Б'юфорт, Графиня Вестморленд | Жанна Б'юфорт, Графиня Вестморленд |                   |                   |                   |                   |  |  |
|                                    |                                    |                                    |                                    | Річард Конісбург, 3й Граф Кембридж | Річард Конісбург, 3й Граф Кембридж | Річард Конісбург, 3й Граф Кембридж | Річард Конісбург, 3й Граф Кембридж | Річард Конісбург, 3й Граф Кембридж | Річард Конісбург, 3й Граф Кембридж |                     |                     |                                         |                                         |                                         |                                         |                                         |                                         |                               |                               | Анна Мортімер                 | Анна Мортімер                 | Анна Мортімер | Анна Мортімер | Анна Мортімер    | Анна Мортімер    |                  |                  |                                           |                  |  |  |            |            |            |            | Ральф Невіл, 1й Граф Вестморленд | Ральф Невіл, 1й Граф Вестморленд | Ральф Невіл, 1й Граф Вестморленд | Ральф Невіл, 1й Граф Вестморленд | Ральф Невіл, 1й Граф Вестморленд | Ральф Невіл, 1й Граф Вестморленд |           |           |                |                |                |                |                                     |                                     |                                     |                                     | Жанна Б'юфорт, Графиня Вестморленд  | Жанна Б'юфорт, Графиня Вестморленд  | Жанна Б'юфорт, Графиня Вестморленд | Жанна Б'юфорт, Графиня Вестморленд | Жанна Б'юфорт, Графиня Вестморленд | Жанна Б'юфорт, Графиня Вестморленд |                   |                   |                   |                   |  |  |
|                                    |                                    |                                    |                                    |                                    |                                    |                                    |                                    |                                    |                                    |                     |                     |                                         |                                         |                                         |                                         |                                         |                                         |                               |                               |                               |                               |               |               |                  |                  |                  |                  |                                           |                  |  |  |            |            |            |            |                                  |                                  |                                  |                                  |                                  |                                  |           |           |                |                |                |                |                                     |                                     |                                     |                                     |                                     |                                     |                                    |                                    |                                    |                                    |                   |                   |                   |                   |  |  |
|                                    |                                    |                                    |                                    |                                    |                                    |                                    |                                    |                                    |                                    |                     |                     | Річард Плантагенет, 3й Герцог Йоркський | Річард Плантагенет, 3й Герцог Йоркський | Річард Плантагенет, 3й Герцог Йоркський | Річард Плантагенет, 3й Герцог Йоркський | Річард Плантагенет, 3й Герцог Йоркський | Річард Плантагенет, 3й Герцог Йоркський |                               |                               |                               |                               |               |               |                  |                  |                  |                  |                                           |                  |  |  |            |            |            |            |                                  |                                  |                                  |                                  |                                  |                                  |           |           | Сесілія Невілл | Сесілія Невілл | Сесілія Невілл | Сесілія Невілл | Сесілія Невілл                      | Сесілія Невілл                      |                                     |                                     |                                     |                                     |                                    |                                    |                                    |                                    |                   |                   |                   |                   |  |  |
|                                    |                                    |                                    |                                    |                                    |                                    |                                    |                                    |                                    |                                    |                     |                     | Річард Плантагенет, 3й Герцог Йоркський | Річард Плантагенет, 3й Герцог Йоркський | Річард Плантагенет, 3й Герцог Йоркський | Річард Плантагенет, 3й Герцог Йоркський | Річард Плантагенет, 3й Герцог Йоркський | Річард Плантагенет, 3й Герцог Йоркський |                               |                               |                               |                               |               |               |                  |                  |                  |                  |                                           |                  |  |  |            |            |            |            |                                  |                                  |                                  |                                  |                                  |                                  |           |           | Сесілія Невілл | Сесілія Невілл | Сесілія Невілл | Сесілія Невілл | Сесілія Невілл                      | Сесілія Невілл                      |                                     |                                     |                                     |                                     |                                    |                                    |                                    |                                    |                   |                   |                   |                   |  |  |
|                                    |                                    |                                    |                                    |                                    |                                    |                                    |                                    |                                    |                                    |                     |                     |                                         |                                         |                                         |                                         |                                         |                                         |                               |                               |                               |                               |               |               |                  |                  |                  |                  |                                           |                  |  |  |            |            |            |            |                                  |                                  |                                  |                                  |                                  |                                  |           |           |                |                |                |                |                                     |                                     |                                     |                                     |                                     |                                     |                                    |                                    |                                    |                                    |                   |                   |                   |                   |  |  |
|                                    |                                    |                                    |                                    |                                    |                                    |                                    |                                    |                                    |                                    |                     |                     |                                         |                                         |                                         |                                         |                                         |                                         |                               |                               |                               |                               |               |               |                  |                  |                  |                  | Єлизавета Йоркська, герцогиня Саффолкська |                  |  |  |            |            |            |            |                                  |                                  |                                  |                                  |                                  |                                  |           |           |                |                |                |                |                                     |                                     |                                     |                                     |                                     |                                     |                                    |                                    |                                    |                                    |                   |                   |                   |                   |  |  |